# Bernhard Robben

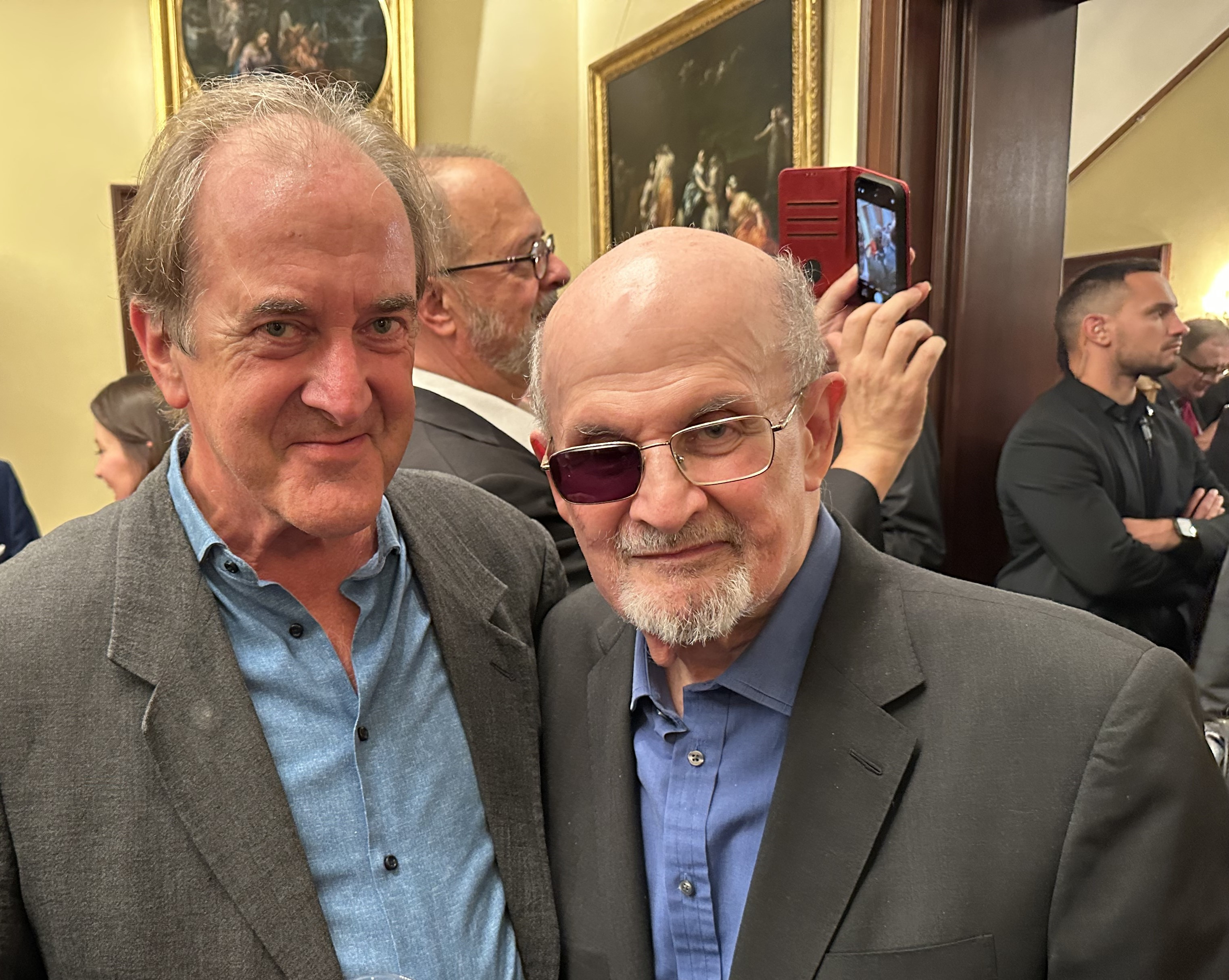
Mit Salman Rushdie am Tag der Verleihung des Friedenspreises des Deutschen Buchhandels, Oktober 2023

Bernhard Robben (Pseudonym: Robin Seals, * 13. September 1955 in Haselünne, Emsland) ist ein deutscher literarischer Übersetzer und Moderator.

## Leben
Bernhard Robben legte 1974 die Reifeprüfung am Neusser Quirinus-Gymnasium ab. Anschließend absolvierte er von 1975 bis 1977 an der Universität Freiburg im Breisgau ein Studium der Germanistik, Geschichte und Philosophie, welches er von 1977 bis 1983 an der Freien Universität Berlin fortsetzte und mit dem Magistergrad abschloss. Von 1983 bis 1984 war er als Deutschlehrer im nordirischen Bangor tätig, von 1988 bis 1989 war er Tutor am Merton-College in Oxford. Seit 1986 arbeitet Robben als freier Journalist (u. a. von 1989 bis 1994 für die BBC), vor allem aber als Übersetzer. Seit 1992 lebt er mit seiner Familie in dem brandenburgischen Ort Brunne, dessen ehrenamtlicher Bürgermeister er von 1995 bis 2003 war.
Bernhard Robbens umfangreiches übersetzerisches Werk besteht vorwiegend aus Übertragungen erzählender Werke britischer, irischer und amerikanischer Autoren.

Auf die Frage „Was reizt Sie am Übersetzen?“ gab er 2016 die Antwort:

„Mit jedem neuen Buch in eine neue Welt abzutauchen, der ich mich drei, vier Monate fast ausschließlich überlasse; ihre Sprache, ihre Sicht- und Denkweisen zu lernen, bis ich gut genug bin, um mich als Einheimischer durchmogeln zu können.“

Bernhard Robben ist zudem ein gefragter Moderator, der regelmäßig auf Europas größtem Literaturfestival, der Lit. Cologne, moderiert, auch auf der Lit. Ruhr, und fast ebenso lang schon auf dem Berliner Literaturfestival, dem Hamburger Harbour Front Literaturfestival oder während der Westerwälder Literaturtage.

## Preise
- 2003 Straelener Übersetzerpreis der Kunststiftung NRW.
- 2013 wurde er mit dem Heinrich Maria Ledig-Rowohlt-Preis für sein literarisches Lebenswerk, die Übersetzung aus dem Englischen, ausgezeichnet.[1]
- 2015 erhielt er den Kunst-Förderpreis des Landes Brandenburg in der Sparte Übersetzung.

## Stipendien
- Ledig-House New York
- International Writers’ Center Rhodes
- Tyrone Guthrie Center in Annaghmakerrig, Irland
- University of East-Anglia, Norwich
- Baltic Centre for Writers and Translators, Visby, Gotland
- Collège International des Traducteurs Littéraires in Arles, Frankreich
- The Banff Centre, Kanada
- Arbeitsstipendien, Land Niedersachsen
- Arbeitsstipendien, Land Brandenburg
- Arbeitsstipendien, Deutscher Übersetzerfonds

## Herausgeberschaft
- Irisches Lesebuch, München 2001

## Übersetzungen
- Uwem Akpan: Sag, dass du eine von ihnen bist, Berlin 2012
- Martin Amis: Einsteins Ungeheuer, Reinbek 1988
- Nadeem Aslam: Das Haus der fünf Sinne, Reinbek 2010
- Nadeem Aslam: Der Garten des Blinden, München 2014
- Nadeem Aslam: Die goldene Legende, München 2017
- John Banville: Doktor Kopernikus, Frankfurt am Main 1999
- John Banville: Kepler, Frankfurt am Main 1997
- John Banville: Newtons Brief, Frankfurt am Main 2002
- Kevin Barry: Dunkle Stadt Bohane, Stuttgart 2015
- Kevin Barry: Beatlebone, Hamburg 2020
- Neil Belton: Ein Spiel mit geschliffenen Klingen, Frankfurt 2007
- Thomas Berger: Abenteuer einer künstlichen Frau, Berlin 2006
- Thomas Berger: montag 9.10, Frankfurt am Main 1994
- Martin Booth: Schuriks Geburtstag, München 2002
- Geraldine Brooks: Die Töchter Allahs, München 1994
- John Burnside: Glister, München 2009
- John Burnside: 'What light there is",Innsbruck-Wien, 2020
- John Burnside: Ashland&Vine, München 2017
- John Burnside: Coldhaven (Hörspiel), SWR 2017 (übersetzt zusammen mit Klaus Buhlert)
- John Burnside: Wie alle anderen, München 2016
- John Burnside: Lügen über meinen Vater, München 2011
- John Burnside: Die Spur des Teufels, München 2008
- Peter Carey: Liebe, Frankfurt am Main 2008
- Peter Carey: Parrot und Olivier in Amerika, Frankfurt am Main 2010
- Peter Carey: Die Chemie der Tränen, Roman, Frankfurt am Main 2013
- Don Carpenter: Freitags bei Einrico's, Stuttgart 2016
- Ta-Nehisi Coates: Der Wassertänzer, München 2020
- Ta-Nehisi Coates: The Beautiful Struggle. Der Sound der Straße, München 2021
- Rich Cohen: Lake Shore Drive, Frankfurt am Main 2003
- Rich Cohen: Murder Inc. oder Nicht ganz koschere Geschäfte in Brooklyn, Frankfurt am Main 1999
- John Darnton: Tal des Lebens, München 1996 (übersetzt zusammen mit Wulf Bergner)
- Claire Davis: Der Schnee von Montana, Hamburg 2001
- Louis de Bernières: Etiketten, Berlin 1999
- Alain de Botton: Airport, Frankfurt 2010
- Alain de Botton: Freuden und Mühen der Arbeit, Frankfurt 2012
- Alain De Botton: Glück und Architektur, Frankfurt 2008
- Pete Dexter: Paperboy, München 2013
- Pete Dexter: Schwarz auf weiß, München 1996
- Nicholas Evans: Im Kreis des Wolfs, München 1998 (übersetzt unter dem Namen Robin Seals)
- Nicholas Evans: Der Pferdeflüsterer, München 1995
- F. Scott Fitzgerald: Der große Gatsby, München 2025
- Alan Garner: Treacle Walker – Der Wanderheiler, Hobbit Presse (Klett-Cotta Verlag), Stuttgart 2023
- Alex Haley: Queen, München 1994
- Elizabeth Hardwick: Herman Melville, München 2002
- Aleksandar Hemon: Nowhere man, München 2003
- Patricia Highsmith: Ein Spiel für die Lebenden, Zürich 2005
- Laura Hird: Nägel, Frankfurt am Main 2003
- Howard Jacobson: Die Finkler-Frage, München 2011
- Terry Jones: Nicobobinus, Frankfurt am Main 1994
- Yoram Kanyuk: Die Queen, ihr Liebhaber und ich, München 2004
- Nicola Keegan: Schwimmen, Reinbek 2010
- Faye Kellerman: Becca, Frankfurt am Main 1993
- Hanif Kureishi: Blau ist die Liebe, München 1997
- Hanif Kureishi: Der Buddha aus der Vorstadt, München 1990
- Hanif Kureishi: Dunkel wie der Tag, Reinbek 2000
- Hanif Kureishi: Intimacy, Reinbek 2001 (übersetzt zusammen mit Leonie von Reppert-Bismarck)
- Hanif Kureishi: Das schwarze Album, München 1995
- Mark Kurzem: Maskottchen, Frankfurt 2008
- Erik Larson: Der Teufel von Chicago, Frankfurt am Main 2004
- Starling Lawrence: Montenegro, München 1998
- Andrea Levy: Eine englische Art von Glück, Frankfurt am Main 2007
- Adam Mars-Jones: Nicht anders als das Feuer, Reinbek 1988
- Pete McCarthy: McCarthy’s bar, München 2002
- Tom McCarthy: K, München 2012
- Mike McCormack: Ein ungewöhnlicher Roman über einen gewöhnlichen Mann, Göttingen 2019
- Ian McEwan: Abbitte, Zürich 2002
- Ian McEwan: Am Strand, Zürich 2007
- Ian McEwan: Letzter Sommertag, Zürich 2005
- Ian McEwan: Saturday, Zürich 2005
- Ian McEwan: Nussschale, Zürich 2016
- Ian McEwan: Maschinen wie ich, Zürich 2019
- Ian McEwan: Die Kakerlake, Zürich 2019
- Ian McEwan: Erkenntnis und Schönheit, Zürich 2020
- Ian McEwan: Lektionen, Zürich 2022
- Andrew D. Miller: Die eiskalte Jahreszeit der Liebe, Frankfurt 2012
- Brian Moore: Der Eiscremekönig, Zürich 1996
- Brian Moore: Die Frau des Zauberers, Zürich 1998
- Brian Moore: Hetzjagd, Zürich 1997
- Brian Moore: Mangans Vermächtnis, Zürich 1999
- Brian Moore: Strandgeburtstag, Zürich 1996
- Roger Morris: Verkaufte Seelen, München 2008
- William Nicholson: Die Gesellschaft der anderen, Frankfurt am Main 2005
- Sigrid Nunez: Wie eine Feder auf dem Atem Gottes, München 1996
- Téa Obreht: Herzland, Berlin 2020
- Colm O’Gaora: Abschied von der Liebe. Frankfurt am Main 2000
- Marian O’Neill: Miss Elliott, Stuttgart 2001
- Charles Palliser: Quincunx, München 1991
- Glenn Patterson: Gefährliches Gedächtnis, Köln 2007
- Glenn Patterson: Hausnummer 5, Köln 2004
- Chris Power: Mothers, Berlin 2020
- Tom Rachman: Aufstieg und Fall großer Mächte, München 2014
- Tom Rachman: Gesichter, München 2018
- Jack Ritchie: Einzelhaft, Zürich 1995
- Frank Ronan: Cosmic dancer, Frankfurt am Main 2003
- Frank Ronan: Der Mann, der Evelyn Cotton liebte, Frankfurt am Main 1997
- Frank Ronan: Picknick in Eden, Frankfurt am Main 1999
- Philip Roth: Eigene und fremde Bücher, wiedergelesen, München 2007
- Philip Roth: Shop talk, München [u. a.] 2004
- Salman Rushdie: Die bezaubernde Florentinerin, Reinbek 2009
- Salman Rushdie: Joseph Anton, München 2012 (übersetzt zusammen mit Verena von Koskull)
- Salman Rushdie: Luka und das Lebensfeuer, Reinbek 2011
- Salman Rushdie: Shalimar der Narr, Reinbek 2006
- Sinclair Lewis: Babbitt, München 2017
- Jason Starr: Hard feelings, Zürich 2003
- Jason Starr: Die letzte Wette, Zürich 2001
- Jason Starr: Top job, Zürich 1998
- Jason Starr: Twisted city, Zürich 2005
- Vikas Swarup: Immer wieder Gandhi. Köln 2010
- Vikas Swarup: Rupien! Rupien!. Köln 2005
- Matthew Weiner: Alles über Heather. Hamburg 2017
- Leon Uris: Insel der Freiheit. Berlin 1995 (übersetzt zusammen mit Wulf Bergner)
- Stephen Vizinczey: Die zehn Gebote eines Schriftstellers. München 2004 (übersetzt zusammen mit Melanie Walz)
- Matthew Weiner : Alles über Heather. Hamburg 2017
- Marianne Wiggins: John Dollar. Wien 1990
- John Williams: Augustus. 2016
- John Williams: Butcher’s Crossing. 2015
- John Williams: Nichts als die Nacht. 2017
- John Williams: Stoner. 2013
- John Wray: Das Geheimnis der verlorenen Zeit, Reinbek 2016
- John Wray: Gotteskind, Reinbek 2019
- John Wray: Unter Wölfen, Hamburg 2024